# Editoria a Genova
La città di Genova è un importante polo dell'editoria italiana. Vi hanno sede diverse case editrici e testate giornalistiche.

## Testate giornalistiche
Il quotidiano che vi viene pubblicato, in sinergia con La Stampa di Torino, è Il Secolo XIX, che detiene il primato di tiratura regionale, presenta diverse edizioni locali ed ha rilevanza nazionale. L'altro quotidiano genovese, Il Corriere Mercantile (con il settimo numero, La Gazzetta del Lunedì) ha cessato le pubblicazioni nel luglio 2015. Ci sono anche le pagine locali de Il Giornale e de La Repubblica, queste ultime provenienti dall'assorbimento da parte della testata romana dello storico quotidiano di origini socialiste Il Lavoro. Sono presenti anche numerosi fogli minori locali e riviste culturali a distribuzione gratuita come Era Superba e Il Gazzettino Sampierdarenese, oltre ai fogli quotidiani Metro e City.
Nel capoluogo ligure hanno o hanno avuto sede diverse case editrici, come la De Ferrari Editore, la Fratelli Frilli Editori, Habanero Edizioni, la S.E.S., Il canneto editore e Il Melangolo, operante soprattutto in campo filosofico. In campo esoterico, si ricordano l'Amenothes, Il Basilisco, la casa editrice alchemica Phoenix, la casa editrice I Dioscuri e Alkaest. Nel libro illustrato e per ragazzi la Edicolors. Tra le case editrici che pubblicano soprattutto di argomento locale vi sono inoltre Mondani, Valenti, Franco Pirella, SAGEP, E.R.G.A., Compagnia dei Librai dell'editore Barboni, Sabatelli. Negli anni '60 era famosa anche la casa editrice Stringa, che ha pubblicato molti libri illustrati su Genova e in particolare sulle delegazioni come la Valpolcevera e la Valbisagno.
Un ruolo importante hanno ricoperto anche le edizioni di Renzo Tolozzi, di una grande famiglia di bancarellai originari di Pontremoli Tolozzi che pubblicò per primo il Dizionario delle strade di Genova in 3 volumi e poi in 5 volumi (ristampato e ampliato quindi dalla ECIG). Nel 1986 è da registrare la nascita di KC edizioni, piccola casa editrice fondata da Kicco Chiarella, specializzata in favole e libri di vita vissuta.
De Ferrari, in particolare, svolge un ruolo importante per la città grazie anche alla sua fondazione e all'arricchimento anche di vari filoni letterari locali come quello del romanzo giallo, con i noti giallisti Nadia Giorgio, Roberto Caputo e Isabella Pileri Pavesio, filone che trova illustri esempi genovesi di fama nazionale in Bruno Morchio e Annamaria Fassio.
La Fondazione De Ferrari è un soggetto no profit nato nel 2001 per iniziativa dell’editore Gianfranco De Ferrari e della moglie Maria Grazia. Essa si preoccupa di raccogliere e custodire fondi culturali e di metterli a disposizione degli studiosi e di tutti gli interessati, organizzando nel contempo una coerente attività pubblica. Conta, fra l’altro, su un ampio locale adibito a postazione di lettura, a sala di conferenze e a contenitore di mostre ma si adopera altresì nell’organizzazione di eventi in sedi diverse dalla propria.
Dalla sistemazione dei fondi acquisiti nascono gli Archivi del '900 i quali constano di diverse sezioni:
Il Fondo Edward Neill, cronologicamente il primo acquisito, è costituito dal vasto archivio del grande critico ed etnomusicologo anglo-genovese, nonché biografo ed esperto paganiniano. Consta di una biblioteca specializzata in musica, una ricchissima discoteca (circa 8.000 titoli dai 78 giri ai Cd), e una preziosa nastroteca inedita di registrazioni originali attualmente in corso di digitalizzazione, dalla quale sono scaturiti brani inediti di De André e Tenco. L’attività musicale è curata da Fabrizio De Ferrari con la collaborazione del maestro Josè Scanu.
Gli Archivi del '900 conservano anche fondi minori ma non meno interessanti:
Il Fondo Cineclub Lumière (circa 3000 rare riviste internazionali di cinema degli anni Cinquanta-Ottanta, raccolta cartacea dello storico cineclub genovese che ha cessato recentemente l’attività).
Il Fondo Mortara (400 titoli dedicati a Garibaldi).
Il fondo del Museo Ligure dello Sport (libri, cimeli, documenti raccolti da Riccardo Grozio) già nello stadio Luigi Ferraris.
Il Fondo Dondero che raccoglie una collezione di editoria popolare orientata su storia e romanzo storico.
Il Fondo Gjisalberti, vasta collezione di 78 giri la cui digitalizzazione è coordinata dallo stesso Franco Ghisalberti, musicofilo e storico della riproduzione sonora.
In campo artistico, con le sue collane specializzate, si era distinta negli anni novanta anche la Costa & Nolan mentre in campo universitario, ma con specializzazione storico-esoterica, è da segnalare la ECIG e la Tilgher. In campo politico, famosa era l'Italia-URSS, che distribuiva testi di pura ortodossia comunista. Nota è stata anche la casa editrice Marietti, nata nel 1820 e diretta a lungo da don Antonio Balletto. In campo poetico (e non solo) sono da ricordare le edizioni All'insegna della Tarasca, fondate nel 1927 e operative fino al 1933, con un totale di 14 titoli, e le Edizioni San Marco dei Giustiniani. Nel particolare, quest'ultime sono presenti a Genova dal 1976, quando cominciarono la propria attività editoriale con Lapide 1975 ed altre cose di Alfonso Gatto. Le pubblicazioni continuarono poi con titoli di autori sia italiani, tra i quali Camillo Sbarbaro, Giorgio Caproni e Sandro Penna, che stranieri, come Adonis, Mahamud Darwish e Yves Bonnefoy. La pubblicazione di accurate traduzioni di autori stranieri ha valso inoltre alla casa editrice, nel 2001, il Premio Nazionale per la Traduzione, conferito dal Ministero per i Beni e le Attività Culturali. Nel 2002 nasce la Fondazione Giorgio e Lilli Devoto, con l'obiettivo di preservare e valorizzare il patrimonio archivistico e librario accumulato dalle Edizioni in oltre quarant'anni di attività, arricchito via via da successive donazioni. La Fondazione prosegue e amplia le iniziative culturali già iniziate dalle Edizioni, promuovendo incontri dedicati ad una sempre più ampia diffusione del patrimonio poetico italiano e straniero, contemporaneo e non.

## Librerie[7]
Il panorama librario di Genova è oggi dominato da poche librerie di catena che si contraddistinguono per le grandi dimensioni: Arnoldo Mondadori Editore e Fnac, allineate sulla strategica via XX Settembre, e La Feltrinelli Libri & Musica in Via Ceccardi (che nel Settembre 2009 ha riunito in un nuovo punto vendita di 1700 m², ricavato dalla ristrutturazione di un preesistente cinema multisala, la precedente libreria di Via XX Settembre e il Ricordi Mediastore di Via Fieschi). Altre due catene sono invece presenti in città con negozi di dimensioni medio-piccole: Librerie Coop (2 punti vendita) e Giunti al Punto (3 punti vendita)
Quasi tutte le piccole librerie sono scomparse. Resistono alcune più grandi come l'Assolibro (nata in origine da un consorzio di bancarellai), la Libreria Buenos Ayres (di un'antica famiglia di bancarellai, i Rimondi, gruppo Assolibro,), la Fiera del libro (di un'antica famiglia di bancarellai pontremolesi, i Bertone), la Libreria religiosa S. Paolo (prima c'era anche la Libreria Arcivescovile in via Tomaso Reggio) e, in campo universitario, Bozzi (antichissima libreria genovese nata nel 1810 da monsieur Boeuf, esule della rivoluzione francese), la Libreria degli Studi, la Cooperativa Libraria Universitaria.
Un tempo però la libreria Di Stefano di via Roccatagliata Ceccardi era la libreria più importante di Genova (aveva anche un'altra sede in Piazza delle Fontane Marose e una in Piccapietra). Seguivano Giberti, la Libreria XX Settembre del veterano dei librai Achille Notamo, Liguria Libri e Dischi di Biglino (un primo piano per dischi e cd e un ampio seminterrato per i libri), la Libreria Pacetti in corso Gastaldi (specializzata in testi universitari) e in via Cesarea e, dulcis in fundo Il Sileno, gestito dai fratelli Romano, una delle più belle librerie sulla grafica e sul libro illustrato. Poi, la Libreria Vallardi di Merletto Silvana e Camillo Cresta in via XXV Aprile, specializzata in libri geografici e di montagna. Infine la Libreria Esoterica di Paola Carassiti, in vico alla Chiesa delle Vigne.
Resistono anche tante piccole librerie indipendenti nei vari quartieri della città dove librai appassionati e competenti svolgono tra mille difficoltà un importante lavoro di presidio culturale sul territorio (Mastrolibraio, Il libraio, Libreria di Palmaro, Libro Più, Eusi, Finisterre, Book in the Casba, Libreria Porto Antico, L'albero delle lettere, ecc).
Tra le librerie Remainder's spiccavano la Libreria Cornini in salita del Fondaco, «dietro l'orribile vespasiano» (poi in vico Indoratori) e la Libreria del Centro Storico  di via San Pietro alla Porta tuttora attiva, la Libreria Cattivelli in via Santi Giacomo e Filippo e la Libreria Maloni in via Colombo. Inoltre, la Mondini e Siccardi ora di Bruno Bontempi e il Librosconto in Salita Santa Caterina. Tra queste si può collocare anche Il Libraccio, che oltre agli usati scolastici, ha un ampio settore di libri generici. Le uniche librerie esoteriche erano quelle già citate tra gli editori.
In campo antiquario, Genova non è mai stata ricca di librerie e anche oggi se ne trovano poche: per le stampe la Libreria antiquaria delle sorelle Dallai in piazza De Marini e, per i libri giuridici, Ardy di piazza Sauli, per l'antiquariato Ceotto in corso Torino e la libreria Borgolungo di Zali in via Garibaldi.
Negli ultimi anni hanno chiuso la Libreria di Piazza delle Erbe di Giovanni Napolano, la Libreria Bardini dell'ultimo dei grandi bancarellai pontremolesi, Antichi libri di Achille Notamo in vico del Fieno, la Mnemosine di Roberto Zampriolo, uno dei librai più preparati in campo antiquario, insieme a Gianni Rossi dello studio bibliografico La Carta Bianca, ora trasferitosi a Venezia.
Un tempo c'erano anche il Pozzo del Bibliofilo di Pederzoli in San Lorenzo, la Libreria antica di Micheloni in vico Falamonica, Il Salotto del Bibliofilo di Berlingieri in via Luccoli e il già citato Il Basilisco, che oltre a stampare e divulgare libri esoterici, vendeva anche cartoline antiche e curiosità cartacee, come tessere politiche, manifesti e documenti antichi.
Inoltre, la Libreria Lunigiana già in vico delle Fiascaie poi in salita del Fondaco e la Libreria La Lanterna di Carla del Ponte in salita Pietraminuta.
Anche Il Sileno aveva un piccolo settore antiquario e così tuttora la libreria Bozzi in via Cairoli.

### Librerie e librai anteguerra
In Galleria Mazzini, sede della Fiera del Libro (nacque nel 1926), esisteva da tempo una celebre libreria, la Libreria Editrice Moderna, gestita dal libraio-editore Giovanni Ricci. La Libreria, nata sul finire dell'Ottocento era frequentata non solo da studenti ma anche da letterati che avevano formato una specie di salotto letterario in cui si presentavano anche libri e riviste. La libreria, in cinquant'anni di vita, ebbe pochi cambiamenti). Il ragionier Giovanni Ricci), con il suo accento della Riviera di Ponente, sempre vestito di nero, cravatta nera, «barba nera» e ispida, occhiali cerchiati di acciaio che continuamente ripuliva, era famoso per vendere a credito a giovani e a poeti squattrinati. Inoltre non si curava né dei «cleptomani» né dei semplici ladri; era sua cura cercare di recuperare la refurtiva senza grande scandalo. «Non nuotava nell'oro» e quindi talvolta si faceva prendere dell'ira ma subito dopo lo prendeva la «compassione» e dimenticava. «Fu anche editore». Si ricordano i libri di filosofia del professor Asturaro, il celebre libro di Enrico Ferri sui Delinquenti nell'arte e alcuni opuscoli sociologici curati da Giovanni Lerda).
Nei primi del Novecento pubblicò anche un volume di commedie di Adelchi e Pierangelo Baratono, Ceppo antico, Gran fiamme, Maggio selvatico. La Libreria era il ritrovo di tutti i letterati che transitavano in città. Ricorda Alessandro Varaldo: «Era per noi una provvidenza quella libreria...». Nel suo sgabuzzino, tra i «fondi di magazzino» trovò, «per pochi centesimi», un Balzac. Anche Anton Giulio Barrili, Sem Benelli, Edmondo De Amicis, Guido Gozzano, Ceccardo Roccatagliata Ceccardi, Federico Donaver, Paolo Bourget, frequentavano la celebre libreria.
Dopo Ricci, negli anni ‘50, la libreria fu gestita dai fratelli Berretta e poi dal libraio di Pontremoli, Mario Orlandini. Diverrà poi uno dei tanti bar della Galleria.
Oltre alla Libreria Moderna), c'era, in un portone di piazza Cinque Lampadi, una rivendita di libri usati. Anche verso la Porta Vecchia, in una traversa di via Garibaldi, esisteva una piccola libreria dell'usato. Infine, in una traversa di via Luccoli, c'era «una vecchia libreria molto cadente».

## Bancarelle
I due centri più importanti e stabili sono le bancarelle di Piazza Banchi, di via San Luca, di via Banchi (appoggiate alla Loggia della Mercanzia, e quelle di Piazza Colombo e via S. Vincenzo (verso Brignole). Nella zona di Banchi si trovano ora solo 6 bancarelle, con pochi libri e tanti DVD, CD e videocassette. Il tempo però sembra cambiare a favore del libro e nuovamente (e finalmente) si affacciano tra i DVD libri e riviste. Un tempo erano 9 (una era un'edicola) e vendevano solo esclusivamente libri, riviste e fumetti. In Piazza Colombo, resistono maggiormente i venditori di libri e riviste (c'è solo un banco di CD). In Portoria c'è la storica Bancarella di Silvano Bardini (purtroppo chiusa la libreria, in salita del Fondaco, già gestita dalla moglie Edda e dalle figlie). A Sampierdarena, in fondo a via Cantore, è aperta la bancarella di Gaetano Invelenato, uno tra i più vecchi librai della Fiera del Libro.
- Tra le bancarelle scomparse ricordiamo il Chiosco Libri sotto i Portici dell'Accademia; la Bancarella di Fermo Bardini in un portone di vico Casana; la Bancarella di Anna Tassotti in via XX Settembre di fronte alla Feltrinelli (prima che si spostasse in via Ceccardi); la Bancarella di Santo Pinocchio dapprima all'inizio di via San Luca poi in Banchi; la Bancarella di Giannetto all'inizio di san Luca (ora di un cinese)

Il primo sabato e la prima domenica del mese (esclusi agosto e Settembre) viene allestita una Fiera dell'Antiquariato a Palazzo Ducale e in piazza Matteotti, nella quale si trovano anche bancarelle di libri. Il sabato solo dentro Palazzo Ducale, la domenica anche in piazza Matteotti. Un tempo questa fiera, che arrivava fino a Caricamento, passando per piazza Campetto, via Orefici, piazza Banchi e oltre riempiva tutta san Lorenzo; era tutto un brulicare di bancarelle di libri. Poi, un lento declino, soprattutto per la poca vendibilità dei libri.
Anche piazza delle Erbe ha avuto alla fine degli anni '80, prima del trionfo della movida, una breve stagione di cultura libraria.
Intorno alla Libreria antiquaria di Napolano, allora tra le macerie, 8 bancarellai portarono avanti per pochi anni un mercatino di libri e cartoline. Come il solito, dopo un periodo di grande affluenza di pubblico, il mercatino fu sopraffatto e sostituito da quello più grande di Palazzo Ducale. Tra i promotori c'erano Napolano, Diego Meldi, Bardini, Orietta Tassotti.
Anche in via Cesarea, il 3º sabato di ogni mese, e nei giardini della stazione Brignole, il 2º mercoledì di ogni mese, hanno avuto alterne fortune le bancarelle di libri insieme al piccolo antiquariato.
Possiamo ricordare anche il mercatino di via Cantore a Sampierdarena il 1º giovedì di ogni mese.
Due volte l'anno (Pasqua e Natale) è attiva per una ventina di giorni la Fiera del Libro (20 bancarelle), manifestazione storica dal 1926.
Un mercoledì e un giovedì di ogni mese è attiva anche una Fiera dell'Antiquariato in Galleria Mazzini, nella quale trovano posto, tra mobili e soprammobili, alcune bancarelle di libri.
Due o tre volte l'anno sono attive una Fiera del Fumetto e una Fiera del Disco con vari spostamenti tra la Fiera del Mare e la Fiumara. Inoltre, dallo scorso anno, è attiva nei padiglioni della Fiera del Mare la mostra di libri Libridine, tre giorni (30 ottobre - 1º novembre) in concomitanza di Tuttoantico.

## La Fiera del Libro
La data precisa di nascita della manifestazione è incerta: sembra trattarsi del 1926, stando a notizie tramandate oralmente da vecchi partecipanti, ma solo a partire dall'anno successivo, il 1927, si hanno documenti cartacei e testimonianze giornalistiche.
Da allora le cosiddette «Feste del Libro» furono organizzate, ogni anno, dall'«Alleanza Nazionale del Libro» e dal «Sindacato Autori e Scrittori».
Prima dell'ultima guerra le «Feste del Libro» si svolgevano solitamente nel mese di maggio e coinvolgevano, per diversi giorni, alcune tra le più note case editrici nazionali, quasi tutti gli editori genovesi e alcuni librai e bancarellai.
Salvator Gotta, Sem Benelli, Guido Milanesi, Ettore Cozzani, Luigi Grazini, Nino Salvaneschi, Gian Dàuli sono stati tra i principali autori presenti in «Fiera».
Domenica 12 maggio 1935, in occasione della IX edizione, Luigi Pirandello, insieme a Massimo Bontempelli, firmava i suoi libri presso il banco dell'editore Lattes.
La guerra interruppe la manifestazione e fu ripresa lentamente.
Negli anni Cinquanta si ricorda una manifestazione nel ridotto del Carlo Felice.
Dagli anni Sessanta, la manifestazione divenne regolare, svolgendosi in due edizioni, una primaverile ed una natalizia, salvo la breve parentesi in piazza della Vittoria (1964).
Dal 1965 in poi, l'infaticabile opera dell'editore Renzo Tolozzi e del bancarellaio Mario Zolezi inaugurò uno dei periodi più prolifici.
Erano gli anni in cui fu istituito il premio «Caffaro» (1967), la cui prima edizione fu vinta da Mario Labò, con il volume I palazzi di Genova di P.P. Rubens.
Tra i frequentatori della Fiera c'erano scrittori famosi, giornalisti, attori: Indro Montanelli, Giulio Bedeschi, Alberto Bevilacqua, Renato Rascel, Terzoli e Vaime e l'allora Presidente della Camera Sandro Pertini.
Negli anni Settanta, sono celebri i «lenzuoli» a strisce dell'artista francese Daniel Buren, sotto la gestione del libraio Piero Gelatti.
Successivamente la gestione passò al «Centro di Diffusione del Libro» dell'ex bancarellaio Luciano Rimondi e Stefano Mantelli.
Nel 1990 la Fiera del Libro fu gestita dall'associazione Assolibro.
Dal 1º al 31 dicembre 1990 la Fiera organizzò in piazza Piccapietra la 1ª Mostra Mercato della Piccola Editoria.
Tra i più vecchi partecipanti (oltre i 20-30 anni) possiamo ricordare Gaetano Invelenato, Marco Rimondi, Vincenzo D'Amore, Bruno Bontempi, Severino Valdenassi, Diego Meldi, Piero Gelatti.
Essi continuano la tradizione del libro itinerante, che in Liguria ha avuto come centro fondamentale la cittadina di Pontremoli, dove ancora oggi si vota per il Premio Bancarella.